# Cappadocia

Provincia romană Cappadocia în jurul anului 125 d.Hr.

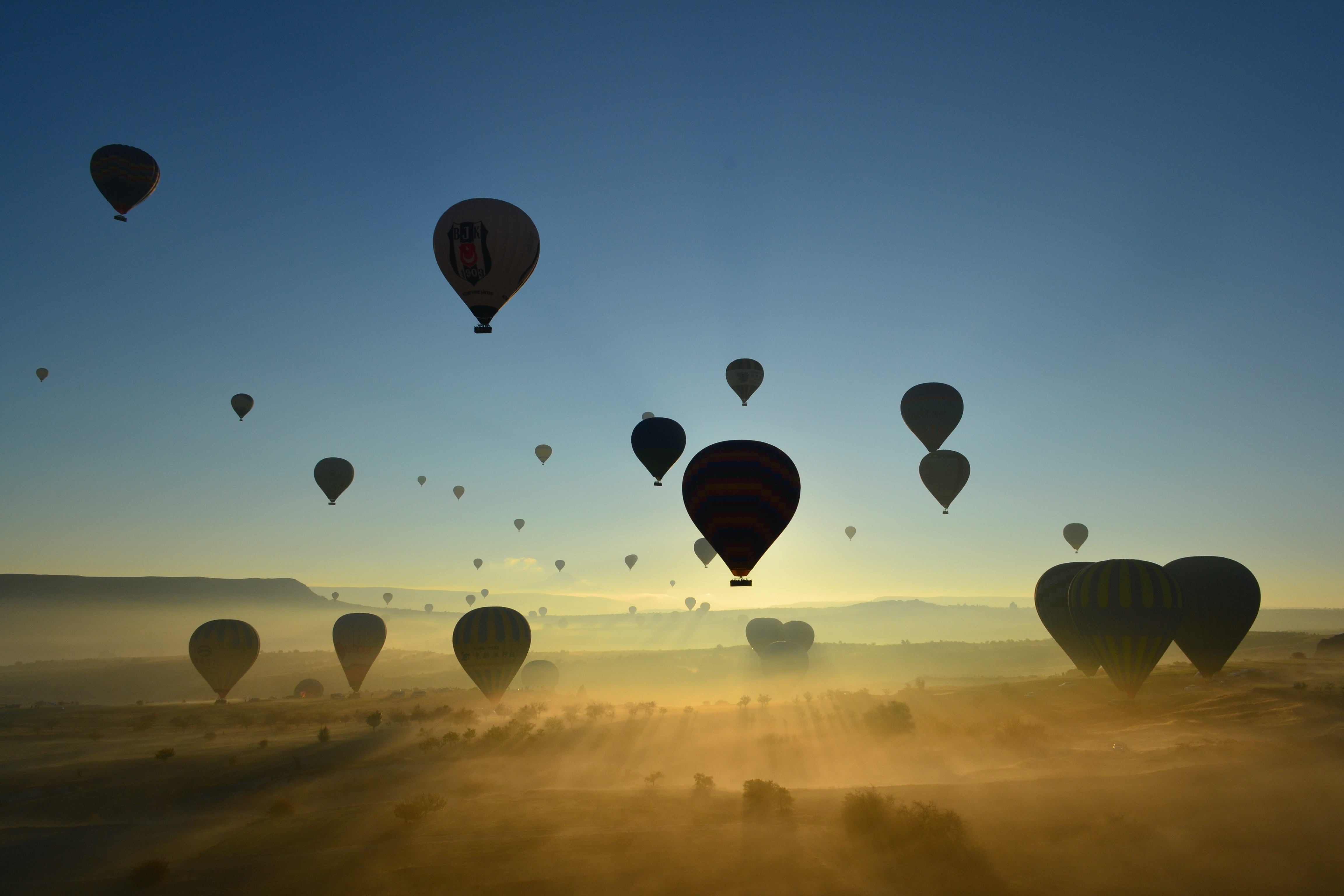
Zbor cu balonul cu aer cald, Cappadocia.

Cappadocia (turcă: Kapadokya, neogreacă: Καππαδοκία, română și Capadochia) este o regiune istorică din Turcia, în Anatolia Centrală.
Zona Cappadocia cuprindea părți din actualele provincii Kayseri, Kırșehir, Aksaray, Niğde și Nevșehir. Cele mai importante orașe din această regiune sunt Kayseri, Avanos, Aksaray, Nevșehir și Ürgüp.

## Etimologie
Cea mai veche înregistrare a numelui Cappadocia este de la sfârșitul secolului al VI-lea î.Hr., atunci când apar în inscripțiile trilingve a doi regi din perioada timpurie a Imperiului Ahemenid, Darius I și Xerxes, ca fiind una dintre țările mai vechi (dahyu-) ale Imperiului Persan. În aceste liste de țări, numele vechi persan este Katpatuka, care este de origine incertă: numele ar putea fi autentic din limba veche persană, însemnând fie țara "Ducha / Tucha" sau "țara cailor frumoși" (în concordanță cu faptul că Cappadocia antică a fost celebră pentru creșterea cailor). Conform unei alte teorii, aceasta este o formă de persanizare a numelui hitit pentru Cilicia, Kizzuwatna. Versiunile lingvistice din inscripțiile elamite și akkadiene conțin un nume similar în akkadiană katpa "parte"(cf. Evr katef) și un nume de conducător sau strămoșul lor, Tuka.
Herodot spune că numele capadocienilor a fost dat lor de către perși, în timp ce grecii îi numeau "sirieni" sau "alb sirieni" (Leucosyri). Unul dintre triburile Capadocieni menționate de el este Moschoi, asociat de Josephus Flavius cu figura biblică a lui Meșec, fiul lui Iafet: "și Mosocheni au fost neamul urmașilor lui Mosoch, acum ei sunt capadocieni". AotJ I: 6. A se vedea, de asemenea, Ketubot 13:11 din Mishna.
Cappadocia este, de asemenea, menționată în Noul Testament, în cartea Faptele Apostolilor 2:5-12 care pare să sugereze că capadocienii creștini din aceasta regiune erau "evrei cu frica lui Dumnezeu".
Sub următorii regi ai Imperiului Persan, regiunile capadociene au fost împărțite în două satrapii, una ce cuprindea porțiunea centrală și care purtat în continuare numele de Cappadocia, în timp ce cealaltă a fost numită Pont. Această divizare a fost făcută încă înainte de Xenophon. Și după căderea guvernării persane cele două provincii au continuat să fie separate, distincția fiind perpetuată, iar numele de Capadocia a ajuns să fie limitat la provincia interioară (uneori numită Marea Capadocie).
Regatul Cappadocia era încă existent în timpul lui Strabo ca un stat independent nominal. Cilicia era numele dat districtului în care era situată Cezareea, capitala întregii țări. Singurele două orașe din Cappadocia considerate de Strabon ca meritând această denumire erau Cezareea (inițial cunoscut sub numele de Mazaca) și Tyana, nu departe de poalele Munților Taurus.

## Geografia și climatul

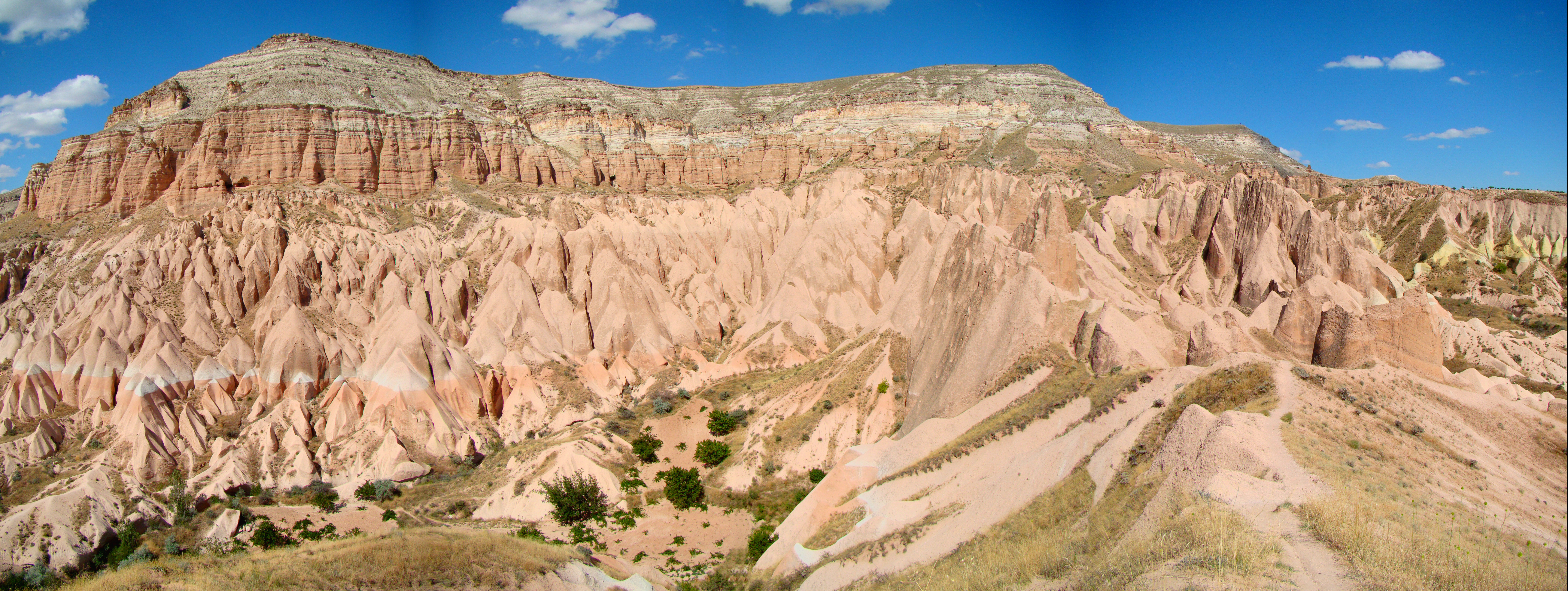
Muntele Aktepe în apropiere de Göreme și siturile stâncoase din Cappadocia (Rezervație din Patrimoniul Mondial UNESCO)

Cappadocia se află în estul Anatoliei, în centrul a ceea ce este acum Turcia. Relieful constă dintr-un platou înalt de peste 1000 m altitudine, care este străpuns de vârfuri vulcanice, Muntele Erciyes (Argaeus vechi), în apropiere de Kayseri (vechea Cezaree), cu 3916 m, fiind cel mai înalt. Delimitările regiunii istorice a Cappadociei sunt vagi, mai ales spre vest. Spre sud, Munții Taurus formează granița cu Cilicia și separă Cappadocia de Marea Mediterană. Spre vest, Cappadocia este delimitată de regiunile istorice ale Licaoniei la sud-vest, și Galatiei la nord-vest. Coasta Mării Negre cuprinde regiunea care s-a separat din Cappadocia devenind regiunea Pontus, în timp ce granița de est a Cappadociei este realizată de cursul superior al fluviului Eufrat, înainte ca acesta să-și devieze cursul spre Mesopotamia. Aceste limite cuprind o suprafață ce se întinde pe aproximativ 400 km de la est la vest și pe 250 km de la nord la sud. Datorită poziției sale interioare și a altitudinii mari, Cappadocia are un climat continental marcat, cu veri calde și uscate și ierni reci cu zăpadă. Precipitațiile sunt rare, Cappadocia fiind în mare măsură o regiune semi-aridă.

## Istoric
Cappadocia a fost cunoscută sub numele de Hatti în epoca bronzului târziu și a fost patria Imperiului Hitit cu capitala la Hattușa. După căderea Imperiului Hitit și declinul societății siro-capadociene Mushki după înfrângerea lor de către regele Lidiei Cresus, în secolul al VI-lea î.Hr. Cappadocia a fost condusă de un fel de aristocrație feudală, locuind în castele puternice și păstrând populația într-o stare de aservire. Cappadocia a fost inclusă în a treia satrapie persană în urma împărțirii teritoriale realizate de regele Darius I, dar a continuat să fie guvernată de proprii săi conducători, niciunul însă nedeținând supremația peste întregul teritoriu și toți fiind, mai mult sau mai puțin, tributari Marelui Rege.

### Regatul Cappadocia
După cucerirea Imperiului Persan, Alexandru cel Mare a încercat să conducă zona printr-unul din comandanții săi militari. Dar rege al capadocienilor a ajuns Ariarathes I, un aristocrat persan. Ariarathes I (332-322 î.Hr.) a fost un conducător de succes și a extins granițele Regatului Capadocia până la Marea Neagră. Regatul Cappadociei a trăit în pace până la moartea lui Alexandru, când imperiul acestuia a fost împărțit, iar în Capadocia a ajuns conducător Eumenes. Pretențiile sale au fost făcute clar în 322 î.Hr. de către regentul Perdiccas, care l-a răstignit pe  Ariarathes, dar în disensiunile care au dus la moartea lui Eumenes, fiul lui Ariarathes a recuperat moștenirea regatului Cappadociei, regat pe care l-a lăsat unei linii de succesori, care au purtat în cea mai mare parte numele fondatorului dinastiei.
Sub Ariarathes IV, Cappadocia a intrat în relații cu Roma, care i-a fost mai întâi adversară (Cappadocia îmbrățișând cauza lui Antioh cel Mare), apoi aliată împotriva lui Perseu al Macedoniei. Din timp în timp regii cappadocieni au fost tributari față de Seleucizi, până în momentul în care Ariarathes V a mărșăluit cu proconsulul roman Publius Licinius Crassus Dives Mucianus împotriva lui Aristonicus, un pretendent la tronul din Pergamon, iar forțele lor au fost anihilate (130 î.Hr.).

### Provincie romană și bizantină
Articol principal: Cappadocia (provincie romană)

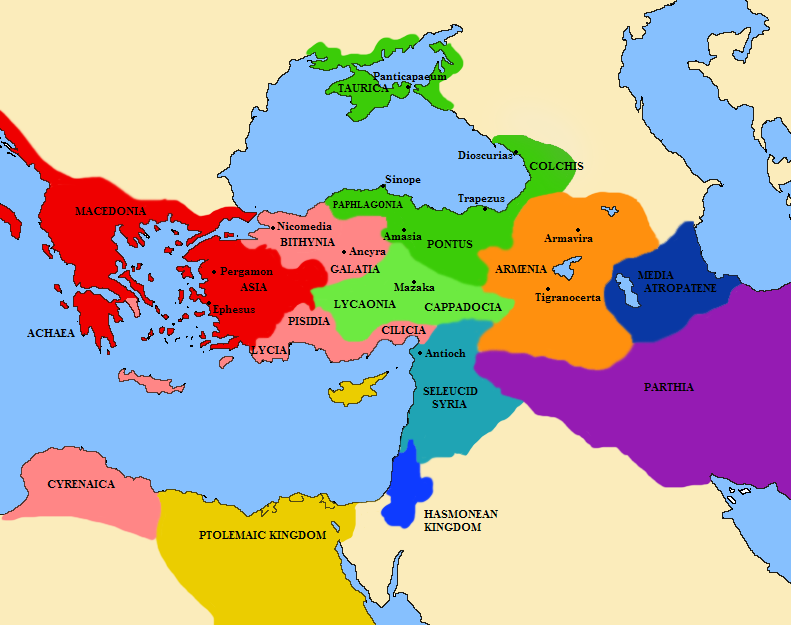
Harta cu Asia Mică în anul 89 î.Hr., la începutul primului război Mithridatic. Cappadocia (verde deschis) este indicată ca o provincie vasală Pontului (de culoare verde închis).

Capadocienii, susținuți de Roma împotriva lui Mithridates al VI-lea al Pontului, au ales un domn nativ numit Ariobarzanes (93 î.Hr.), dar în același an, trupele armene sub conducerea lui Tigranes cel Mare au intrat in Cappadocia, detronându-l pe regele Ariobarzanes și încoronându-l pe Gordios ca noul rege vasal al Capadociei și creând astfel o zonă tampon împotriva romanilor care atacaseră Pontul și Armenia în 63 î.Hr.
În războaiele civile care au urmat, Cappadocia l-a susținut prima oară pe Pompei, apoi pe Cezar, apoi pe Antoniu și în final pe Octavian. Dominația Dinastiei Ariobarzanes a ajuns la capăt, iar pe tronul Capadociei a fost pus un nobil numit Archelaus. Acesta a menținut independența tributar până în anul 17, când împăratul Tiberius, a transformat Cappadocia într-o provincie romană.
Cappadocia are mai multe orașe subterane (spre exemplu Orașul subteran Kaymakli), în mare parte utilizate de primii creștini ca locuri de refugiu înainte de legiferarea creștinismului ca religie acceptată. Orașele subterane au rețele vaste de apărare, cu capcane de-a lungul a mai multor nivele. Aceste capcane sunt foarte ingenioase, incluzând dispozitive cum ar fi pietre rotunde mari pentru a bloca ușile și găuri în tavan prin care apărătorii să poată arunca sulițele. Aceste sisteme de apărare au fost folosite în principal împotriva romanilor. Sistemul de tunele, de asemenea, a fost făcut pentru a avea coridoare subțiri, ținând cont de strategia de luptă romană de a se deplasa în grupuri compacte, lucru care nu ar fi fost posibil să se facă în coridoarele subțiri.
Părinții capadocieni din secolul IV-lea d.Hr. au fost parte integrantă a filosofiei creștinismului timpuriu. De asemenea, printre alte persoane renumite de pe aceste meleaguri a fost și Ioan de Capadocia, Patriarh al Constantinopolului între anii 517-520.
În cea mai mare parte a erei bizantine Cappadocia a rămas relativ neafectată de conflictele din zonă cu Imperiul Sasanid, dar a fost o zonă de frontieră vitală mai târziu împotriva cuceririlor musulmane.

## Personalități născute aici
- Sfântul Ierarh Vasile cel Mare (secolul al IV-lea d.Hr.), episcop ortodox;
- Sfântul Ierarh Grigorie de Nyssa (secolul al IV-lea d.Hr.), episcop ortodox;
- Sfântul Cuvios Paisie Aghioritul (25 iulie 1924 - 12 iulie 1993), călugăr ortodox;
- Sfântul Ierarh Grigorie de Nazianz sau Teologul (secolul al IV-lea d.Hr.), episcop ortodox;
- Sfântul Cuvios Arsenie Capadocianul (1840 - 10 noiembrie 1924), călugăr ortodox;
- Eunomie din Cizic (335 - 394), episcop eretic arian.

## Imagini

Forme de stânci în apropiere de Göreme, în Cappadocia

### Galerie

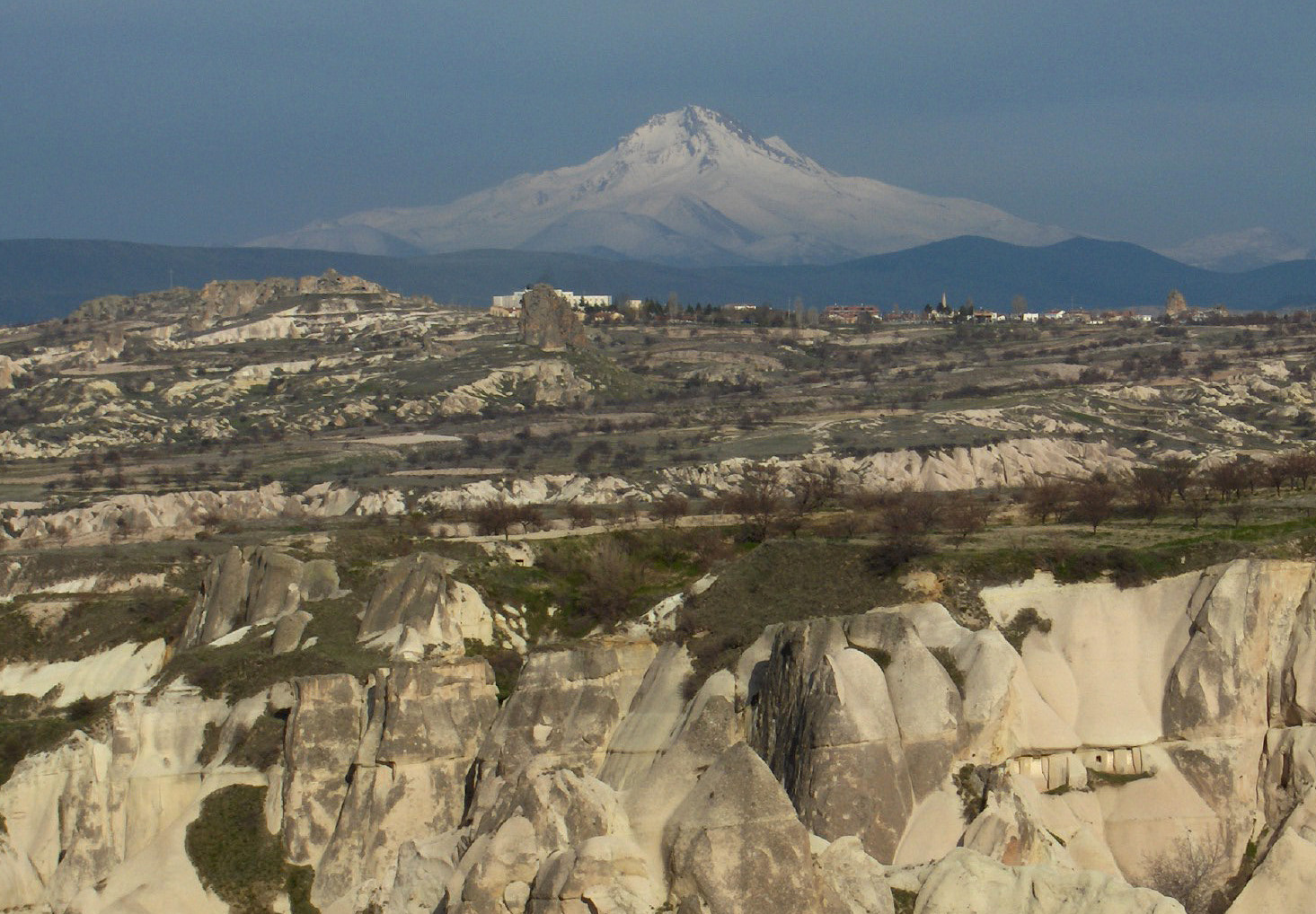
Muntele Erciyes (3916 m), cel mai înalt munte din Cappadocia
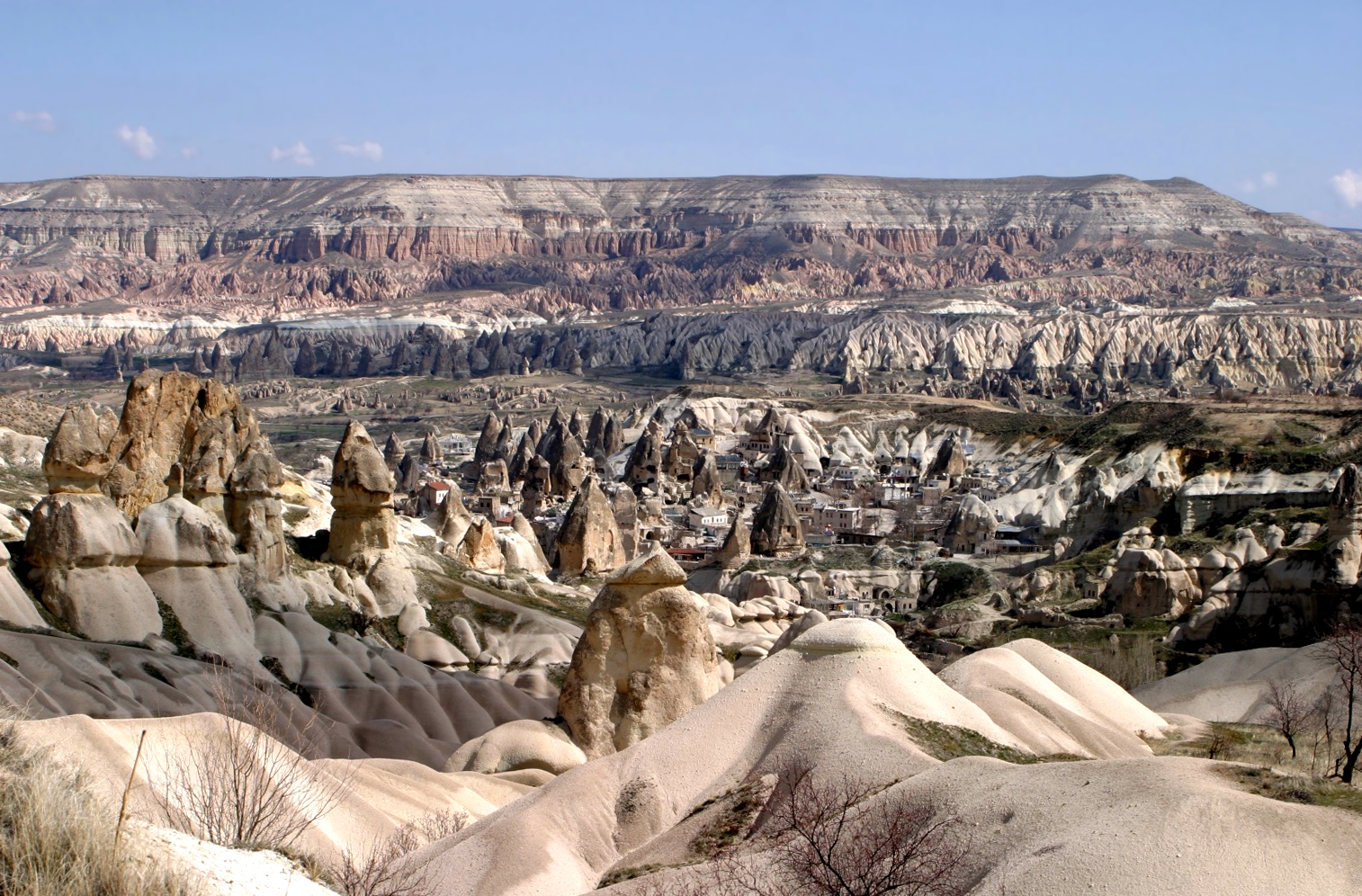
Oraș cu case din piatră
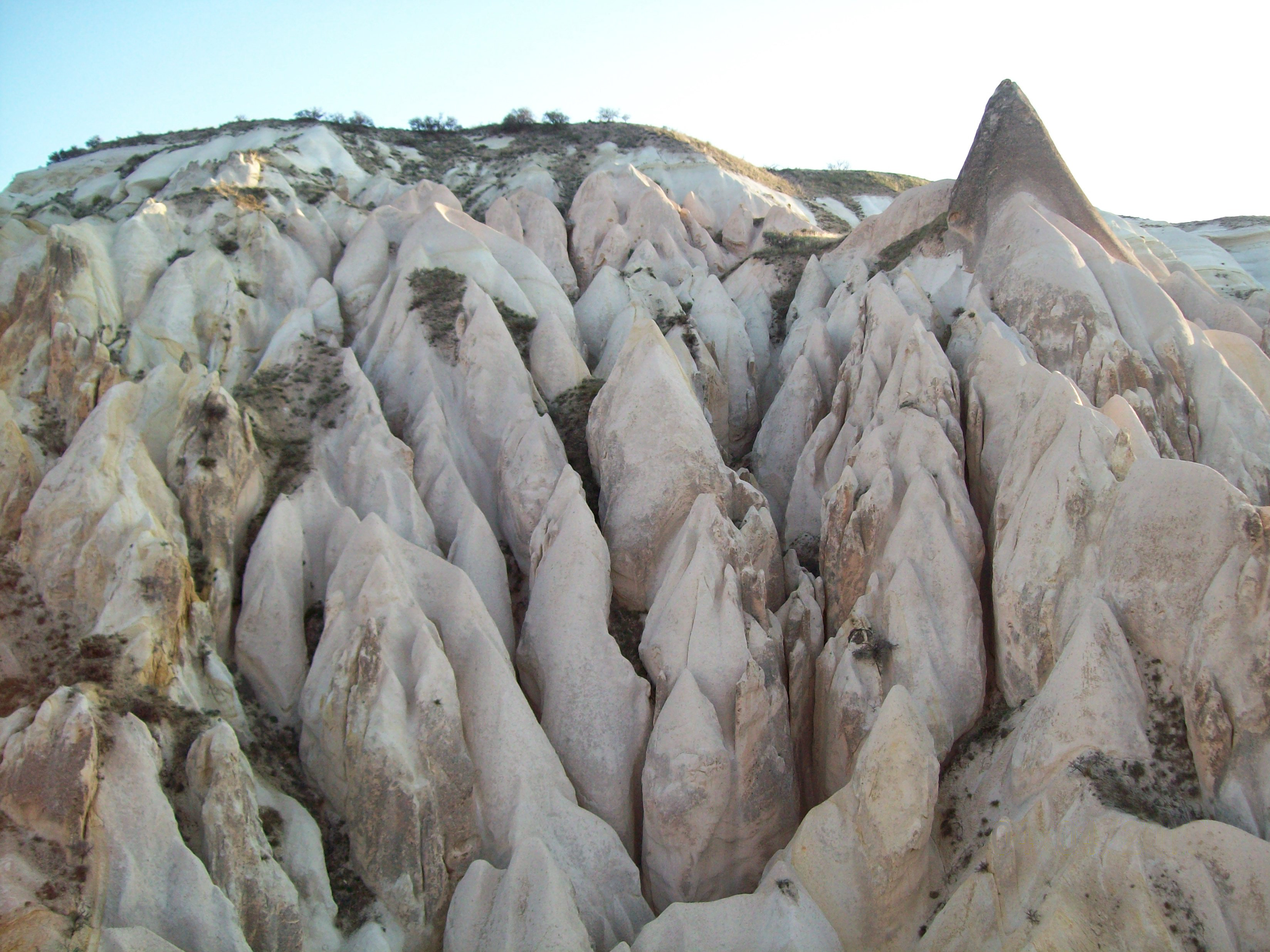
Stânci
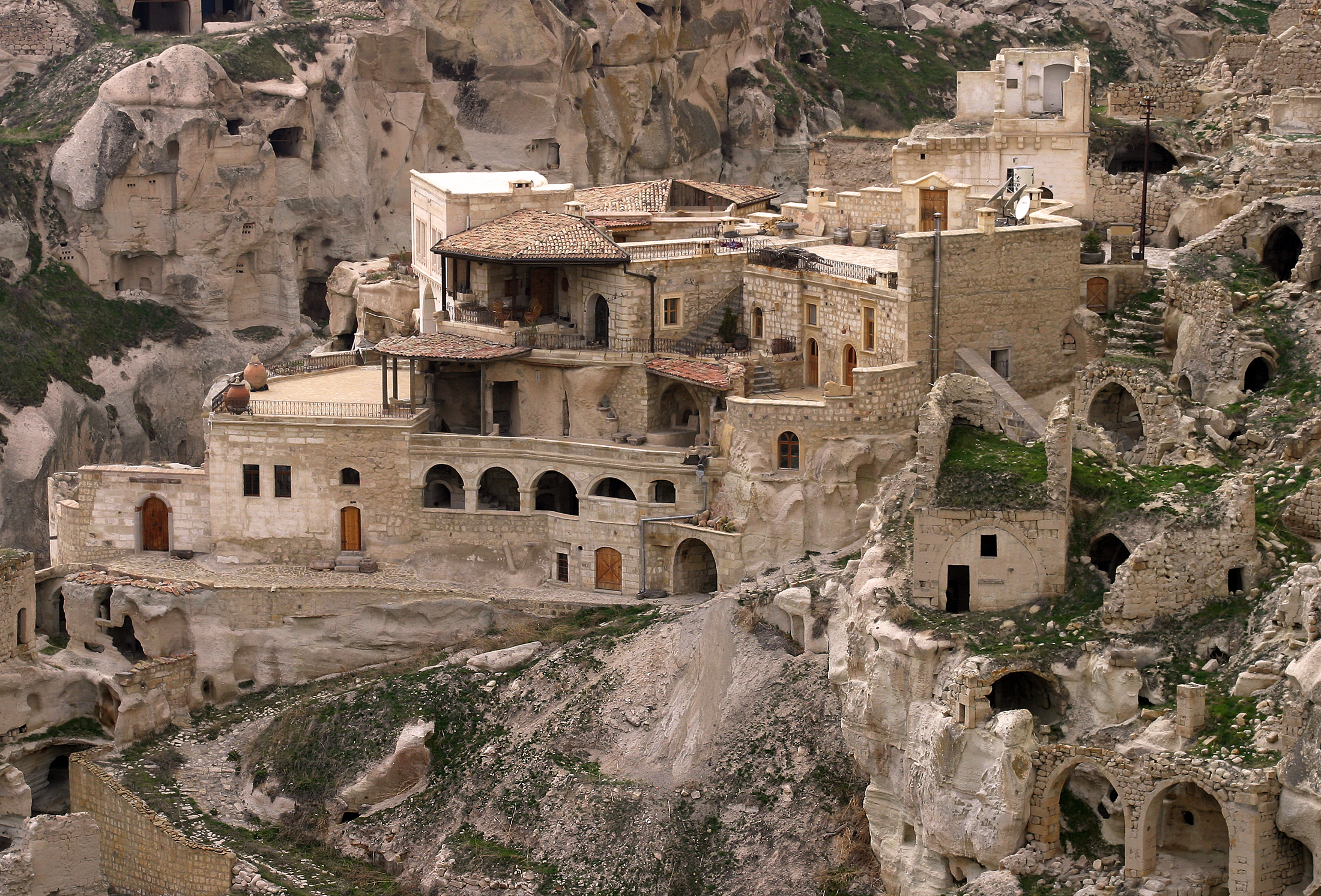
Casă în Cappadocia
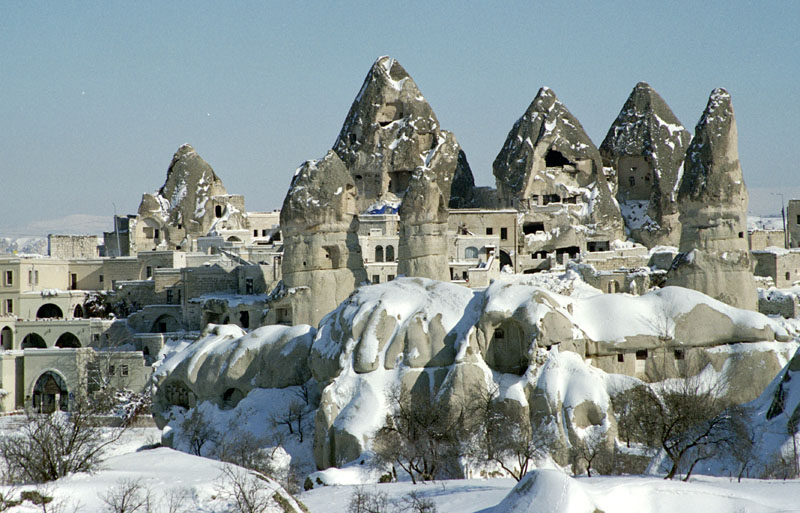
Göreme în timpul iernii
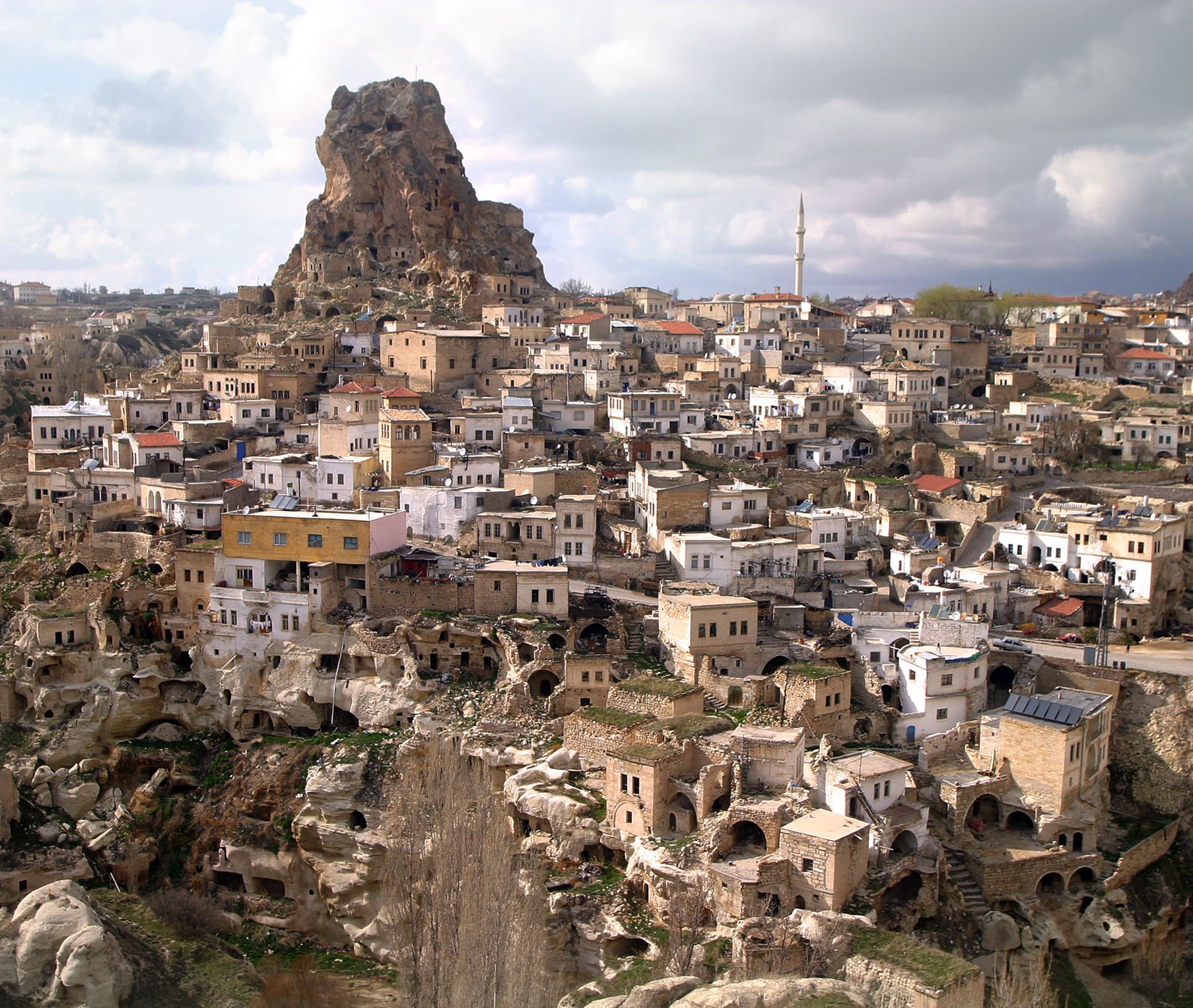
Orașul Ortahisar
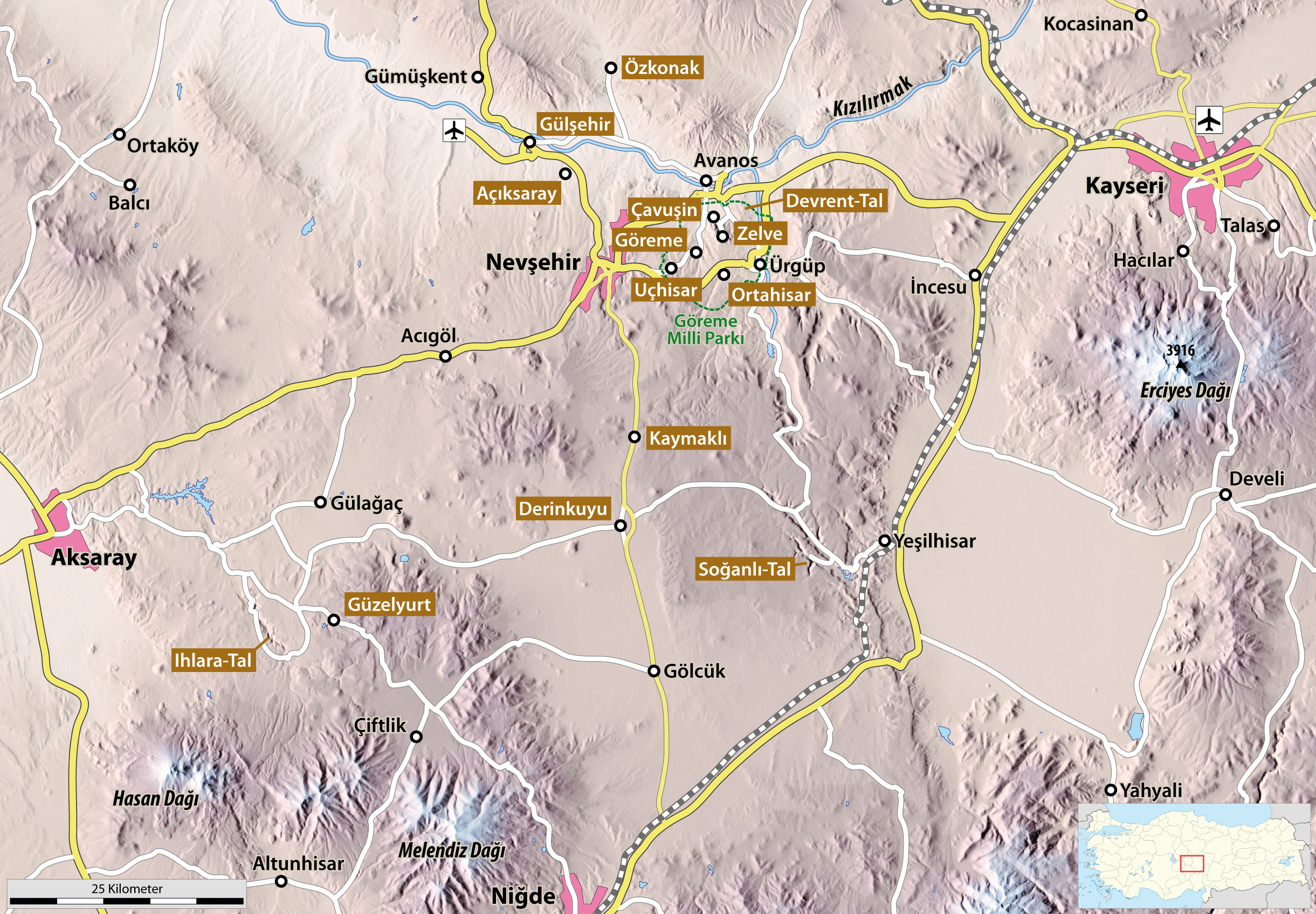
Locuri cu relevanță turistică